# Confederazione Nazionale dei Sindacati "Cartel Alfa"
La Confederazione Nazionale dei Sindacati "Cartel Alfa" (in rumeno: Confederația Națională Sindicală "Cartel Alfa") è un'organizzazione sindacale della Romania, fondata nel 1990 da Bogdan Hossu. Si tratta di uno dei cinque sindacati della Romania con un vasto numero di membri. È stata fondata da Bogdan Hossu, che ha lasciato il sindacato CNSRL quando si rese conto di non avere alcuna possibilità di fronte a Victor Ciorbea per la leadership di questa struttura. Nel dicembre 2009, il presidente del sindacato era Hossu.

## Affari
Cartel Alfa è un azionista di 11 società. I leader dell'Unione hanno investito denaro nel settore assicurativo, fondi pensione, e buoni viaggio. I Leader del Cartel Alfa sono membri dei consigli di amministrazione di queste società, e alcuni di loro hanno anche azioni. La Società Cartel Alfa ha acquisito il 10% di Accor, oltre che buoni, il 98% dell'Hotel Apollo e la gestione separata di alcuni alberghi della Sind Romania. 